# Luzerne (Pensilvania)
Luzerne es un borough ubicado en el condado de Luzerne en el estado estadounidense de Pensilvania. En el año 2000 tenía una población de 2,952 habitantes y una densidad poblacional de 1,660 personas por km².

## Geografía
Luzerne se encuentra ubicado en las coordenadas 41°17′2″N 75°53′34″O / 41.28389, -75.89278.

## Demografía
Según la Oficina del Censo en 2000 los ingresos medios por hogar en la localidad eran de $27,614 y los ingresos medios por familia eran $37,730. Los hombres tenían unos ingresos medios de $27,054 frente a los $21,250 para las mujeres. La renta per cápita para la localidad era de $16,217. Alrededor del 11.4% de la población estaba por debajo del umbral de pobreza.